# Mike Dunleavy Jr.
Mike Dunleavy Jr., de son nom complet Michael Joseph Dunleavy, Jr., né le 15 septembre 1980 à Fort Worth au Texas (États-Unis), est un joueur et dirigeant américain de basket-ball. Comme joueur, il évolue aux postes d'arrière et d'ailier.
Il est le fils de l'ancien joueur et actuel entraîneur Mike Dunleavy Sr..

## Biographie
En 2001, il remporte le titre universitaire NCAA avec l'équipe des Blue Devils de Duke (il inscrit notamment 3 paniers à 3 points en 46 secondes lors de la finale contre l'université de l'Arizona).
Il est choisi par les Warriors de Golden State en 3e position lors de la draft 2002, juste après son coéquipier dans l'équipe universitaire des Blue Devils, le meneur Jay Williams.
En janvier 2007, il est transféré aux Pacers de l'Indiana. En 2007-2008, il réalise sa meilleure saison sur le plan individuel (en moyenne 19,1 points à 47,6 %, 5,2 rebonds, 3,5 passes).
L'année suivante est gâchée par des blessures.
Lors de la saison 2009-2010, il baisse nettement au nombre de points marqués sur une partie.
Après le lock-out du début de saison 2011-2012, il rejoint l'équipe des Bucks de Milwaukee pour un contrat de 7,5 millions de dollars sur 2 saisons.
Le 1er juillet 2015, il resigne un contrat de 14 400 000$ sur 3 ans avec les Bulls.
Le 6 juillet 2016, après l'arrivée de Dwyane Wade aux Bulls, il est envoyé aux Cavaliers de Cleveland contre un choix de second tour de draft.
En juin 2023, Bob Myers quitte son poste de General manager des Warriors de Golden State et est remplacé par Mike Dunleavy, précédemment vice-président de la franchise.

## Records sur une rencontre en NBA
Les records personnels de Mike Dunleavy en NBA sont les suivants, :
| Record de la franchise |

| Type de statistique        | Saison régulière | Saison régulière      | Saison régulière | Playoffs | Playoffs                 | Playoffs      |
| Type de statistique        | Record           | Adversaire            | Date             | Record   | Adversaire               | Date          |
| -------------------------- | ---------------- | --------------------- | ---------------- | -------- | ------------------------ | ------------- |
| Points                     | 36               | 5 fois                | 5 fois           | 35       | @ Wizards de Washington  | 25 avril 2014 |
| Paniers marqués            | 13               | @ Knicks de New York  | 17 décembre 2007 | 12       | @ Wizards de Washington  | 25 avril 2014 |
| Paniers tentés             | 24               | @ Knicks de New York  | 11 décembre 2013 | 19       | @ Wizards de Washington  | 25 avril 2014 |
| Paniers à 3 points réussis | 6                | 8 fois                | 8 fois           | 8        | @ Wizards de Washington  | 25 avril 2014 |
| Paniers à 3 points tentés  | 11               | @ Knicks de New York  | 11 décembre 2013 | 10       | @ Wizards de Washington  | 25 avril 2014 |
| Lancers francs réussis     | 13               | Bulls de Chicago      | 27 février 2008  | 7        | @ Cavaliers de Cleveland | 12 mai 2015   |
| Lancers francs tentés      | 16               | Bulls de Chicago      | 27 février 2008  | 8        | Bulls de Chicago         | 23 avril 2011 |
| Rebonds offensifs          | 6                | 2 fois                | 2 fois           | 2        | 3 fois                   | 3 fois        |
| Rebonds défensifs          | 17               | Pacers de l'Indiana   | 2 mars 2004      | 6        | 2 fois                   | 2 fois        |
| Rebonds totaux             | 20               | Pacers de l'Indiana   | 2 mars 2004      | 7        | @ Cavaliers de Cleveland | 4 mai 2015    |
| Passes décisives           | 9                | 3 fois                | 3 fois           | 5        | 2 fois                   | 2 fois        |
| Interceptions              | 6                | Knicks de New York    | 6 décembre 2003  | 2        | 5 fois                   | 5 fois        |
| Contres                    | 5                | @ Pacers de l'Indiana | 21 mars 2014     | 3        | Cavaliers de Cleveland   | 14 mai 2015   |
| Balles perdues             | 8                | @ Celtics de Boston   | 2 avril 2008     | 3        | 3 fois                   | 3 fois        |
| Minutes jouées             | 49               | Mavericks de Dallas   | 2 décembre 2014  | 40       | @ Wizards de Washington  | 25 avril 2014 |

- Double-double : 31
- Triple-double : 0

## Pour approfondir
- Liste des meilleurs marqueurs à trois points en NBA en carrière.